# イギリスの国旗
グレートブリテン及び北アイルランド連合王国の国旗（グレートブリテンおよびきたアイルランドれんごうおうこくのこっき、英語: national flag of the United Kingdom of Great Britain and Northern Ireland）は、ユニオンフラッグ（Union Flag）あるいはユニオンジャック（Union Jack）として知られる王室旗である。ユニオンジャックは「船の国籍を示す旗」を意味すると誤解されているものの、専門的にはどちらの名称も正しい。

## 概要
イングランドの国旗(白地に赤い十字のセント・ジョージ・クロス)と、スコットランドの国旗（青地に白い斜め十字のセント・アンドリュー・クロス）が、イングランドとスコットランドの同君連合時代に組み合わされて作られた。さらにアイルランド王国との合同でグレートブリテン及びアイルランド連合王国が成立した際、アイルランドの国旗と称してアイルランドの有力諸侯だったキルデア伯（フィッツジェラルド家）の旗（白地に赤い斜め十字、セント・パトリック・クロス）が組み合わされた。旗の意匠が漢字の米に類似していることから、中国語では米字旗と呼ぶことがある。
セント・アンドリュー・クロス旗の青地は、スコットランド国旗ではブルーだが、ユニオンフラッグではダークブルーになる。またセント・アンドリュー・クロスとセント・パトリック・クロスが重なり合ってしまわないように、ユニオンフラッグではセント・パトリック・クロスの斜線が反時計回りに若干ずらしてある（カウンターチェンジ）。このため上下左右で非対称となり、表裏の区別がある。
| · 聖アンデレ十字 · 16世紀 (スコットランド)         | · 聖アンデレ十字 · 16世紀 (スコットランド)         | · 聖アンデレ十字 · 16世紀 (スコットランド)         | · 聖アンデレ十字 · 16世紀 (スコットランド)         | · 聖アンデレ十字 · 16世紀 (スコットランド)         | · 聖アンデレ十字 · 16世紀 (スコットランド)         |  |  | · 聖ゲオルギウス十字 · 16世紀 (イングランドとウェールズ) | · 聖ゲオルギウス十字 · 16世紀 (イングランドとウェールズ) | · 聖ゲオルギウス十字 · 16世紀 (イングランドとウェールズ) | · 聖ゲオルギウス十字 · 16世紀 (イングランドとウェールズ) | · 聖ゲオルギウス十字 · 16世紀 (イングランドとウェールズ) | · 聖ゲオルギウス十字 · 16世紀 (イングランドとウェールズ) |
| · 聖アンデレ十字 · 16世紀 (スコットランド)         | · 聖アンデレ十字 · 16世紀 (スコットランド)         | · 聖アンデレ十字 · 16世紀 (スコットランド)         | · 聖アンデレ十字 · 16世紀 (スコットランド)         | · 聖アンデレ十字 · 16世紀 (スコットランド)         | · 聖アンデレ十字 · 16世紀 (スコットランド)         |  |  | · 聖ゲオルギウス十字 · 16世紀 (イングランドとウェールズ) | · 聖ゲオルギウス十字 · 16世紀 (イングランドとウェールズ) | · 聖ゲオルギウス十字 · 16世紀 (イングランドとウェールズ) | · 聖ゲオルギウス十字 · 16世紀 (イングランドとウェールズ) | · 聖ゲオルギウス十字 · 16世紀 (イングランドとウェールズ) | · 聖ゲオルギウス十字 · 16世紀 (イングランドとウェールズ) |
|                                                    |                                                    |                                                    |                                                    |                                                    |                                                    |  |  |                                                          |                                                          |                                                          |                                                          |                                                          |                                                          |
|                                                    |                                                    |                                                    |                                                    |                                                    |                                                    |  |  |                                                          |                                                          |                                                          |                                                          |                                                          |                                                          |
| · グレートブリテンの旗 · 1707年 (グレートブリテン) | · グレートブリテンの旗 · 1707年 (グレートブリテン) | · グレートブリテンの旗 · 1707年 (グレートブリテン) | · グレートブリテンの旗 · 1707年 (グレートブリテン) | · グレートブリテンの旗 · 1707年 (グレートブリテン) | · グレートブリテンの旗 · 1707年 (グレートブリテン) |  |  | · 聖パトリック十字 · (アイルランド)                      | · 聖パトリック十字 · (アイルランド)                      | · 聖パトリック十字 · (アイルランド)                      | · 聖パトリック十字 · (アイルランド)                      | · 聖パトリック十字 · (アイルランド)                      | · 聖パトリック十字 · (アイルランド)                      |
| · グレートブリテンの旗 · 1707年 (グレートブリテン) | · グレートブリテンの旗 · 1707年 (グレートブリテン) | · グレートブリテンの旗 · 1707年 (グレートブリテン) | · グレートブリテンの旗 · 1707年 (グレートブリテン) | · グレートブリテンの旗 · 1707年 (グレートブリテン) | · グレートブリテンの旗 · 1707年 (グレートブリテン) |  |  | · 聖パトリック十字 · (アイルランド)                      | · 聖パトリック十字 · (アイルランド)                      | · 聖パトリック十字 · (アイルランド)                      | · 聖パトリック十字 · (アイルランド)                      | · 聖パトリック十字 · (アイルランド)                      | · 聖パトリック十字 · (アイルランド)                      |
|                                                    |                                                    |                                                    |                                                    |                                                    |                                                    |  |  |                                                          |                                                          |                                                          |                                                          |                                                          |                                                          |
|                                                    |                                                    |                                                    |                                                    |                                                    |                                                    |  |  |                                                          |                                                          |                                                          |                                                          |                                                          |                                                          |
|                                                    |                                                    |                                                    |                                                    |                                                    |                                                    |  |  | · 1801年の合同旗 · 1801年 (イギリス)                     |                                                          |                                                          |                                                          |                                                          |                                                          |

普通、陸上用の国旗の比率は3:5である。一方エンサインは慣例的に1:2の比率で作られる。

## ウェールズの意匠

ウェールズの旗

イギリスの4つの構成体のうち、ウェールズは13世紀末という早い時期にイングランドに服属し国権の一体化が進んでいたため、国旗の中にウェールズの国旗の意匠が取り入られることがなかった。その後、政府と議会の成立にまで至ったウェールズの国民意識の復興に伴い、イギリスの国民統合の観点からウェールズのシンボルとなっている「赤い竜」の意匠を取り込むべきとの主張が一部から提起されている。
この主張に対し、ユニオンフラッグがあまりにも定着しすぎていること、他国の国旗の意匠に入っており影響がイギリスのみならず他国に及ぶこと、何よりも3つの十字架と赤い竜ではデザインがあまりにもかけ離れ過ぎているので整合性の取れた国旗を作るのは難しいこと、などが指摘されている。一方、白くて緑の縞は1485年から1603年までイングランドのチューダー家に付けられた。
2007年、『デイリー・テレグラフ』がウェールズの意匠を取り入れた旗の試案を募集したところ、当時の首相ゴードン・ブラウンの顔と竜とを組み合わせたり、欧州連合の旗を組み合わせたりと、英国民からブラックユーモアに富んだ作品が多く投稿された。英国内だけでなく、日本からも複数の作品が投稿され他の意匠とともに掲載された。その後の投票によると、1位はノルウェー人からの投稿作品、2位は日本からの投稿作品となったが、そのどちらもが日本のアニメーションを題材（1位の作品には天元突破グレンラガンの「グレン団」の意匠が、2位の作品にはゼロの使い魔の「ルイズ」が描かれている）とした作品だった。2025年にウェールズの意匠を旗の中に入る提案の請願が開始した。しかし、2021年に保守党は現在の旗がイングランドおよびウェールズを表すと断言した。

## スコットランド独立運動

ウェールズの守護聖人、聖デイヴィッドの旗

2014年9月18日に、スコットランドのイギリス（グレートブリテン及び北アイルランド連合王国）からの独立の是非を問う住民投票が開催されることが決定すると、イギリスの国旗の変更される可能性が現実味を帯びてきた。
もしユニオンフラッグからスコットランドの国旗の部分を消す際は、赤白青の三色のうち青の部分が消えるために、400年以上親しまれた旗の意匠が大幅な変更となる。スコットランド独立の是非は政治や経済分野での議論もなされているが「国旗の変更」のほうも「ウェールズの旗の緑を入れてはどうか」「黒に金十字の『聖デイヴィッドの十字』を入れたらどうか」など、「新国旗案」がイギリスのメディアで取り上げられた。

## 使用例
ユニオン・フラッグの意匠は、イギリスの国旗としてだけではなく他の旗にも使用されている。また、オーストラリアやニュージーランド、以前のカナダなどイギリス連邦加盟国で英国王を君主に戴くことに反対ではない国では、ブルー・エンサインやレッド・エンサインをベースとして国旗を作っていることもある。

? 市民用海上旗、レッド・エンサイン、縦横比=1:2
? 政府用海上旗、ブルー・エンサイン、縦横比=1:2
? 軍艦旗、ホワイト・エンサイン、縦横比=1:2

## 歴史的な旗

?イングランド王国からの旗
?スコットランド王国からの旗
?1649年～1651年
?1651年～1658年（イングランド共和国）
?1653年～1659年
?1658年～1660年
?1707年～1801年（スコットランド）
? 1707年～1801年
? 1707年～1801年
?1801年
?グリーン・エンサイン(1701年頃)
?グリーン・エンサイン(1800年)
イギリス帝国の国旗（1910~1921) 諸説あり
イギリス帝国の国旗(1921) 諸説あり
?17世紀のイングランドの旗を配したブルー・エンサイン(1620年～1707年)
?グレートブリテン王国のブルー・エンサイン(1707年～1800年)
?1707年から1801年までブルー・エンサイン
?17世紀のイングランドの旗を配したレッド・エンサイン
?スコットランドの旗を配したレッド・エンサイン
?1707年から1800年までのレッド・エンサイン
?1485年から1603年までの軍艦旗
?1620年から1630年までの軍艦旗
?1630年から1707年までの軍艦旗
?1630年から1707年までの軍艦旗
?1707年から1800年までの軍艦旗
?現在の国旗（縦横比2:3の別タイプ）